# Кампонг Тхом
Кампонг Тхом (на кхмерски: កំពង់ធំ) е една от двайсетте провинции в Камбоджа. На север граничи с провинция Преах Вихеа, на юг с провинциите Кампонг Тям и Кампонг Чнанг, на северозапад със Сием Реап, на югозапад с Поусат, на североизток със Стънг Траенг, а на югоизток с провинция Кратех.
Кампонг Тхом е втората по-големина провинция в Камбоджа.

## Административно деление
Провинция Кампонг Тхом се състои от един самостоятелен град – административен център и осем окръга:
- Барай (06 – 01)
- Кампонг Свай (06 – 02)
- Стуенг Саен (06 – 03)
- Прасат Баланг (06 – 04)
- Прасат Самбоур (06 – 05)
- Сандаан (06 – 06)
- Сантук (06 – 07)
- Стоунг (06 – 08)